# Wakiri
Wakiri – wieś w Gruzji, w regionie Kachetia, w gminie Sighnaghi. W 2014 roku liczyła 1950 mieszkańców.